# 西南日本
西南日本（）とは、地質学において、地質構造をもとに日本を大きく2つに分けたとき、南西側に位置する地域。

## 概要
フォッサマグナの発見当初から、2つの地体が大きく動いてフォッサマグナが形成されたと考えられており、その両側の地帯を分け、南西側を西南日本、北東側を東北日本と呼ぶようになった。糸魚川静岡構造線の南西側を西南日本、北東側を東北日本と呼ぶことも多い。
しかし、地質調査が進み日本列島の地下構造やその歴史が明らかになってくるに従い、フォッサマグナの内側や東側にも西南日本と同じ地下構造が分布していることが分かった。西南日本型の地下構造は棚倉構造線を境に東北日本型の地下構造に変わることも分かり、厳密には、棚倉構造線が西南日本と東北日本を分ける境界とするようになった。ただし現在でも、フォッサマグナを両地域の境界とすることも多い。

## 西南日本の地質構造
アムールプレート上に位置。
西南日本の基盤となる地質構造（地体構造）を全体的に見ると、北西から南東に行くにつれ、順に形成年代の新しい地層へと移り変わってゆく。ただ、帯状にきれいに並んでいるわけではなく、ところどころ太くなったり細くなったりしている箇所がある。
隠岐諸島の隠岐帯、能登半島から飛騨山脈付近の飛騨帯は、約3億年前より前に形成された、西南日本で最も古い地質帯であり、日本で最も古い地層を有する。
飛騨帯を取り囲む飛騨外縁帯、新潟県中越から群馬県付近の上越帯、丹波半島から中国地方東部の超丹波帯、中国地方西部の秋吉帯、国東半島以西の九州地方北部の三郡帯は、約3億年～2億年前に形成された地質帯である。
秋吉帯の南にある玖珂帯、超丹波帯の南から近畿地方北部の丹波帯、中部地方内陸部の美濃帯、関東地方北部や中部地方北部の足尾帯、九州地方中部から房総半島北部まで続く細長い秩父帯は、約2億年～1億年前に形成された地質帯である。中央構造線を隔てて南側に秩父帯、北側にそれ以外の同時期の地質帯がある。ただし、秩父帯と中央構造線の間には低温高圧型の三波川変成帯、それ以外の地質帯と中央構造線の間には高温低圧型の領家変成帯がそれぞれ細長い帯状に分布している。
これより南東側は、伊豆半島周辺や九州地方西部の一部を除き、1億年前より新しい時代に形成された四万十帯が分布している。
中央構造線より北側の西南日本を内帯（西南日本内帯）、南側を外帯（西南日本外帯）と呼ぶ。両者は対照的で、内帯は浸食の進んだなだらかな地形で中央が窪んでおり（瀬戸内海・琵琶湖）、外帯は壮年期の険しい地形で平地が極めて少ない。これに起因して集落や文化も違いを見せることが多いため、西南日本内帯・外帯という用語は人文地理学などでもよく使用される。